# هانا چرنا
هانا چرنا (به انگلیسی: Hana Černá) (زادهٔ ۱۷ مهٔ ۱۹۷۴) شناگر اهل جمهوری چک است.